# Christine de Rivoyre
Pour les articles homonymes, voir Rivoyre.
Christine de Rivoyre, née le 29 novembre 1921 à Tarbes et morte le 3 janvier 2019 dans le 15e arrondissement de Paris, est une journaliste, écrivaine et scénariste française.
Prix Interallié pour Le Petit Matin (1968), prix Pierre-de-Régnier (1979), prix Prince-Pierre-de-Monaco et grand prix de littérature Paul-Morand pour l'ensemble de son œuvre, elle est membre du jury du prix Médicis à partir de 1971.

## Biographie
Marie Christine Denis de Rivoyre passe une partie de sa jeunesse dans les villes de garnison où son père François, officier de cavalerie, est envoyé. Après des études au Sacré-Cœur de Bordeaux puis de Poitiers, dont elle gardera toujours un excellent souvenir, elle part à Paris pour étudier la littérature anglaise et la civilisation américaine. Après une licence, elle obtient une bourse pour aller étudier le journalisme à l'université de Syracuse (État de New York). Elle y fait la connaissance de Joan Phelan Tuttle (surnommée « Turtle ») avec laquelle elle noue une amitié durable. Ce séjour américain lui inspirera plusieurs romans : La Tête en fleurs (1960), La Glace à l'ananas (1962) et Le Voyage à l'envers (1977).
De retour à Paris, elle est quelque temps attachée de presse des ballets des Champs-Élysées. Elle avait connu Roland Petit et les danseurs du ballet avant-guerre grâce à sa cousine Nathalie Philippart qui fut un temps l'épouse de Jean Babilée. C'est à cette époque qu'elle rencontre le journaliste Olivier Merlin, responsable des pages sportives et des critiques de spectacles au Monde. Celui-ci lui propose de rejoindre le quotidien d'Hubert Beuve-Méry. Un temps courriériste, Christine de Rivoyre est ensuite chargée des interviews avec les artistes anglais et américains. C'est ainsi qu'elle rencontre William Faulkner, Charlie Chaplin, Spencer Tracy, etc.
En 1954, des problèmes de santé l'obligent à abandonner sa collaboration au quotidien. Elle en nourrira toujours de profonds regrets. Elle commence alors la rédaction d'un premier roman, inspiré du monde de la danse. Grâce à l'entremise de Michel Déon dont elle vient de faire la connaissance et qui lui présente Félicien Marceau, L'Alouette au miroir est publié chez Plon en 1955 et obtient le prix des Quatre-jurys et le prix Louis-Barthou de l'Académie française.
Alors que sa carrière de romancière débute, Christine de Rivoyre est engagée par Marie Claire pour prendre la direction littéraire du magazine. Malgré des relations difficiles avec sa direction, elle réussit à faire publier des textes importants d'auteurs contemporains parmi lesquels François Nourissier et Félicien Marceau qui deviennent des amis.
En 1957, La Mandarine connaît un succès critique et public. La première phrase, « L'amour me donne faim », marque une époque et annonce les revendications féministes sociales et culturelles qui se feront jour pendant la décennie suivante. Le roman sera adapté par Édouard Molinaro en 1971 avec Annie Girardot dans le rôle de l'héroïne principale, Séverine, Philippe Noiret, Murray Head, Madeleine Renaud, etc. Suivent La Tête en fleurs (1960) et La Glace à l'ananas (1962).
Des problèmes internes à la maison d'édition Plon conduisent Christine de Rivoyre à reprendre son indépendance. François Nourissier lui propose alors de rejoindre Grasset, qui, grâce à Christiane Rochefort et Françoise Mallet-Joris, connaît un renouveau. Elle y publie en 1964 Les Sultans, un nouveau succès. Deux ans plus tard, Jean Delannoy en tirera un film avec Gina Lollobrigida dans le rôle principal. La première scène du roman qui se déroule dans les embouteillages parisiens n'est pas sans évoquer les recherches du nouveau roman. 
En 1966, Christine de Rivoyre met fin à sa collaboration à Marie Claire et décide de se consacrer à l'écriture. Elle ne reviendra au journalisme qu'épisodiquement, notamment pour L'Express, à la demande de son amie Madeleine Chapsal. Cette même année, elle fait la connaissance à Tunis, lors de la remise du prix des Quatre-Jurys à Albertine Sarrazin, d'Alexandre Kalda, romancier précoce (son premier roman fut publié alors qu'il n'avait que 16 ans), homosexuel, avec lequel elle entretiendra une relation longue, forte et douloureuse. C'est une période d'intense création pour la romancière dont l'œuvre prend un nouveau tournant avec la parution en 1968 de son roman Le Petit Matin, couronné par le prix Interallié. L'écrivain y retrouve les Landes et sa famille, dominée par la figure de son père cavalier. L'action se déroule pendant l'Occupation et raconte l'histoire d'amour entre la jeune Nina et un cavalier allemand. Les chevaux et les paysages des Landes sont au cœur du livre. De nombreux critiques ont comparé l'écrivain à Colette pour son évocation de la nature et des relations entre les deux personnages et les chevaux. Le roman sera adapté sous le même titre par Jean-Gabriel Albicocco, avec Mathieu Carrière dans le rôle de l'officier allemand et Catherine Jourdan dans le rôle de Nina.
À partir de Petit Matin, beaucoup de romans de Christine de Rivoyre ont pour cadre les Landes.
Étrangère aux événements comme aux revendications de mai 68, la romancière en fait la toile de fond de Fleur d'agonie (1970), dénonciation grinçante du tourisme moderne. En 1971, à la demande de Félicien Marceau, Christine de Rivoyre intègre le jury du prix Médicis, dont elle restera membre jusqu'à sa mort.
En 1973, c'est un nouveau retour aux Landes et à son enfance avec Boy. Elle y met en scène la bourgeoisie bordelaise et raconte le destin tragique d'un jeune homme, Boy, à l'approche de la Seconde Guerre mondiale, symbole de la fin d'un monde. Le roman frappe les lecteurs par sa construction. Le récit fait alterner les paroles d'Hildegarde, une adolescente, et de Suzon, une domestique, toutes deux amoureuses du héros. On voit également apparaître dans le roman le personnage de Maria Sentucq, transposition romanesque de Marie Lacoste, la servante de la grand-mère et de la mère de Christine de Rivoyre, personnage central dans la vie de l'auteure.
Dans Le Voyage à l'envers (1977), la romancière entre dans la peau d'un homme, Foulques qui, à l'occasion d'un voyage en Grèce, fait un voyage à rebours. L'occasion pour Christine de Rivoyre de retrouver « son » Amérique et d'évoquer Nantucket et Cape Cod où elle fut monitrice pendant les vacances pour payer ses études à l'université de Syracuse.
Au début des années 1980, Christine de Rivoyre hérite de la maison de sa mère à Onesse-et-Laharie où elle décide de s'installer. Ce retour permet à l'écrivain de s'adonner librement à sa passion du cheval. Cette redécouverte lui inspire Belle Alliance (1982). Reine-mère, publié en 1985, est un portrait sans concessions de la jeunesse tourmentée de la fin des années 1970. Dans Crépuscule taille unique (1992), la mort du cheval et son enterrement au début du roman s'inspirent de la disparition de Buveur d'air, un des chevaux préférés de l'auteur.
Racontez-moi les flamboyants (1995) poursuit l'évocation de la bourgeoisie bordelaise, commencée dans Boy, sur un mode plus autobiographique. Cette même année, Christine de Rivoyre apprend la mort accidentelle d'Alexandre Kalda en Inde. Cette nouvelle la bouleverse. Elle avait fait de nombreux séjours dans l'ashram de Pondichéry où son ami s'était installé. Elle cesse de publier.
Partageant son temps entre Paris et Onesse-et-Laharie, elle se consacre à la défense du patrimoine des Landes (notamment le musée de Marquèze et l'œuvre de Félix Arnaudin) et à la défense des animaux. Elle fait partie de nombreuses associations dont la fondation Brigitte-Bardot à qui elle voue une fervente admiration. L'écrivain met fin à son silence en 2007 en publiant un livre en hommage à Alexandre Kalda,  son ami disparu, sous le titre Archaka, du nom qui lui avait été donné à l'ashram, et qui signifie « celui qui a trouvé la lumière ».
Elle fait paraître, en octobre 2014, un livre de souvenirs, Flying Fox et autres portraits, chez son éditeur, Grasset.
Créée par des lecteurs en 2017, peu avant sa mort, l'association des Amis de Christine de Rivoyre édite chaque année un cahier d'inédits et de portraits.
Christine de Rivoyre meurt le 3 janvier 2019 dans le 15e arrondissement de Paris,, à l'âge de 97 ans, et est inhumée au cimetière d'Onesse-Laharie (Landes) où elle résidait.

### Distinctions
- Officier de la Légion d'honneur Elle est promue officier lors de la promotion du 30 décembre 1995[12]. Elle est faite chevalier le 6 mai 1974.
- Commandeur de l'ordre des Arts et des Lettres

## Œuvre

### Romans
- L'Alouette au miroir, Paris, Plon, 1955
- La Mandarine, Paris, Plon, 1957
- La Tête en fleurs, Paris, Plon, 1960
- La Glace à l'ananas, Paris, Plon, 1962
- Les Sultans, Paris, Grasset, 1964
- Le Petit Matin, Paris, Grasset, 1968 ; rééd. Grasset, coll. « Les Cahiers rouges », 2008
- Le Seigneur des chevaux (avec Alexandre Kalda[4]), Paris, Julliard, 1969
- Fleur d'agonie, Paris, Grasset, 1970
- Boy[13], Paris, Grasset, 1973 ; rééd. Grasset, coll. « Les Cahiers rouges », 2003
- Le Voyage à l'envers, Paris, Grasset, 1977 ; rééd. Hachette, 1977  (ISBN 2-245-00685-2)
- Belle Alliance, Paris, Grasset, 1982
- Reine-mère, Paris, Grasset, 1985
- Crépuscule, taille unique[14], Paris, Grasset, 1989
- Racontez-moi les flamboyants, Paris, Grasset, 1995

### Autres publications
- Archaka[15],[16], Grasset, 2007
- Flying Fox et autres portraits, avec Frédéric Maget, Paris, Grasset, 2014

### Prix
- Prix des Quatre-Jurys et prix Max-Barthou de l'Académie française en 1956 pour L'Alouette au miroir
- Prix Interallié en 1968 pour Le Petit Matin[17],[18]
- Prix Pierre-de-Régnier de l’Académie française en 1979 pour l'ensemble de son œuvre
- Grand prix de littérature Paul-Morand de l'Académie française en novembre 1984[19]
- Prix Prince-Rainier-de-Monaco pour l'ensemble de son œuvre

## Filmographie

### Au cinéma
- 1966 : Les Sultans, film français réalisé par Jean Delannoy, adaptation du roman éponyme (dialogues : Christine de Rivoyre)
- 1971 : La Mandarine, film français réalisé par Édouard Molinaro, adaptation du roman éponyme (scénario et dialogues : Édouard Molinaro et Christine de Rivoyre)
- 1971 : Le Petit Matin, film français réalisé par Jean-Gabriel Albicocco, adaptation du roman éponyme

### À la télévision
- 1981 : Quatre femmes, quatre vies : la belle alliance, téléfilm français réalisé par Renaud de Dancourt (dialogues : Christine de Rivoyre)